# Tomahawk (Wisconsin)
Tomahawk è un comune degli Stati Uniti d'America, situato nello Stato del Wisconsin, nella contea di Lincoln.